# 인테르나치오날리 BNL 디탈리아

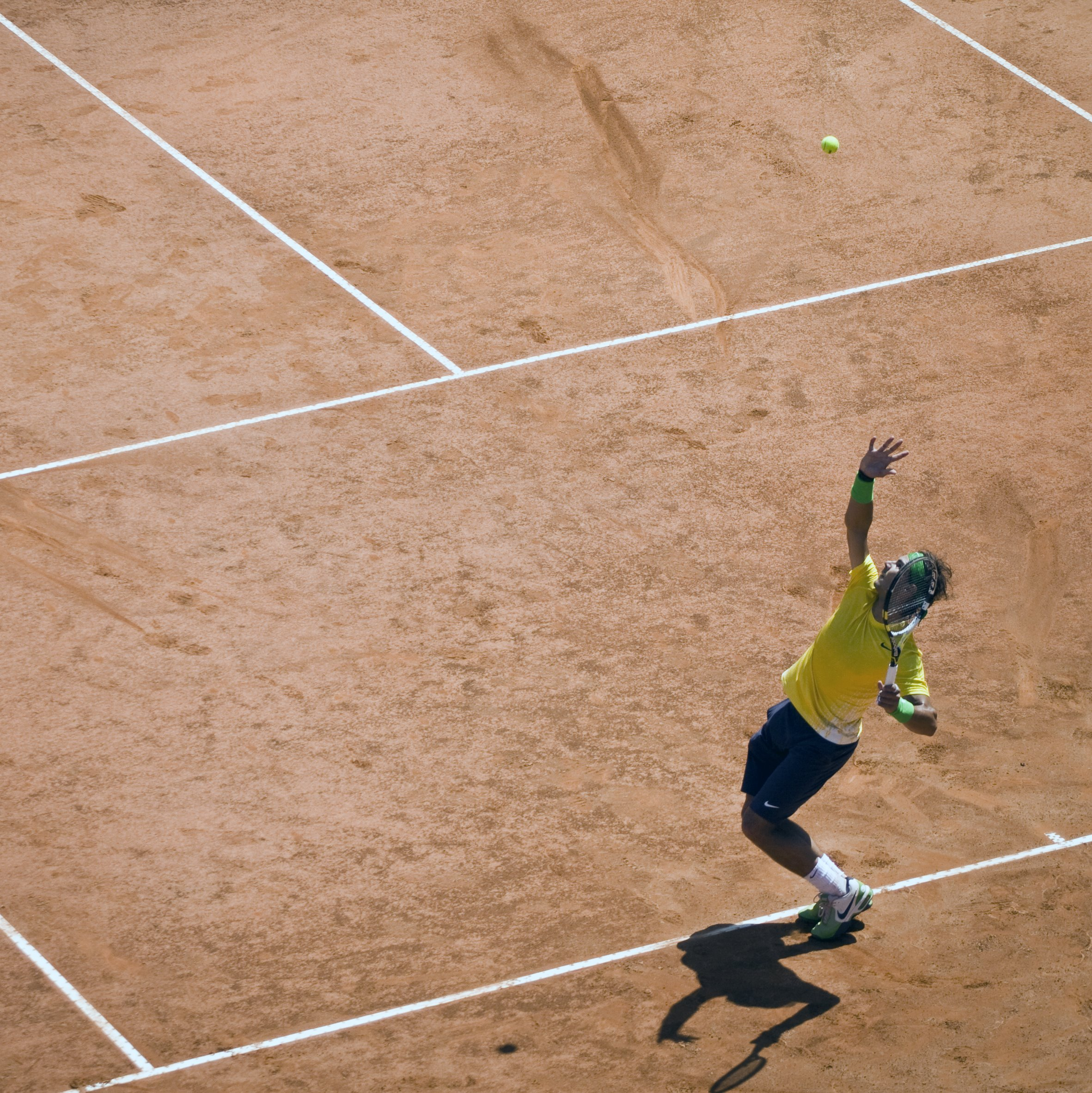

인테르나치오날리 BNL 디탈리아(Internazionali BNL d'Italia)는 매년 이탈리아 로마에서 열리는 남녀 통합 테니스 대회이다. 남자 경기는 ATP 투어 분류상 ATP 월드 투어 마스터스 1000에 속하며, 여자 경기는 WTA 투어 분류상 프리미어 5에 속한다. 남녀 부문은 5월의 서로 다른 주에 나누어 열린다. 코트 종류는 클레이이다. 로마 마스터스(Rome Masters), 영어식 표현인 이탈리아 오픈(Italian Open), 스폰서명을 뺀 인테르나치오날리 디탈리아(Internazionali d'Italia)로 불리기도 한다.
이 대회의 전신인 이탈리아 테니스 챔피언십은 1930년 밀라노에서 최초로 개최되었으며, 이후 1935년에 로마의 포로 이탈리코로 장소를 옮겼다. 1936년부터 1949년까지는 대회가 열리지 않았다가 1950년부터 다시 열리기 시작하였다. 1969년부터는 오픈 대회가 되어 모든 프로 선수들에게 출전 자격이 개방되었다.

## 역대 결승 결과

### 남자 단식
| 연도      | 우승                                                                                          | 준우승                                                                                        | 결승 스코어                      |
| --------- | --------------------------------------------------------------------------------------------- | --------------------------------------------------------------------------------------------- | -------------------------------- |
| 2021      | 라파엘 나달                                                                                   | 노바크 조코비치                                                                               | 7-5, 1-6, 6-3                    |
| 2020      | 노바크 조코비치                                                                               | 디에고 슈와르츠만                                                                             | 7-5, 6-3                         |
| 2019      | 라파엘 나달                                                                                   | 노바크 조코비치                                                                               | 6-0, 4-6, 6-1                    |
| 2018      | 라파엘 나달                                                                                   | 알렉산더 즈베레프                                                                             | 6-1, 1-6, 6-3                    |
| 2017      | 알렉산더 즈베레프                                                                             | 노바크 조코비치                                                                               | 6-4, 6-3                         |
| 2016      | 앤디 머레이                                                                                   | 노바크 조코비치                                                                               | 6-3, 6-3                         |
| 2015      | 노바크 조코비치                                                                               | 로저 페더러                                                                                   | 6-4, 6-3                         |
| 2014      | 노바크 조코비치                                                                               | 라파엘 나달                                                                                   | 4-6, 6-3, 6-3                    |
| 2013      | 라파엘 나달                                                                                   | 로저 페더러                                                                                   | 6-1, 6-3                         |
| 2012      | 라파엘 나달                                                                                   | 노바크 조코비치                                                                               | 7-5, 6-3                         |
| 2011      | 노바크 조코비치                                                                               | 라파엘 나달                                                                                   | 6-4, 6-4                         |
| 2010      | 라파엘 나달                                                                                   | 다비드 페레르                                                                                 | 7–5, 6–2                         |
| 2009      | 라파엘 나달                                                                                   | 노바크 조코비치                                                                               | 7–6(2), 6–2                      |
| 2008      | 노바크 조코비치                                                                               | 스타니슬라스 바브링카                                                                         | 4–6, 6–3, 6–3                    |
| 2007      | 라파엘 나달                                                                                   | 페르난도 곤살레스                                                                             | 6–2, 6–2                         |
| 2006      | 라파엘 나달                                                                                   | 로저 페더러                                                                                   | 6–7(0), 7–6(5), 6–4, 2–6, 7–6(5) |
| 2005      | 라파엘 나달                                                                                   | 기예르모 코리아                                                                               | 6–4, 3–6, 6–3, 4–6, 7–6(6)       |
| 2004      | 카를로스 모야                                                                                 | 다비드 날반디안                                                                               | 6–3, 6–3, 6–1                    |
| 2003      | 펠릭스 만티야                                                                                 | 로저 페더러                                                                                   | 7–5, 6–2, 7–6(8)                 |
| 2002      | 앤드리 애거시                                                                                 | 토미 하스                                                                                     | 6–3, 6–3, 6–0                    |
| 2001      | 후안 카를로스 페레로                                                                          | 구스타부 쿠에르텡                                                                             | 3–6, 6–1, 2–6, 6–4, 6–2          |
| 2000      | 망누스 노르만                                                                                 | 구스타부 쿠에르텡                                                                             | 6–3, 4–6, 6–4, 6–4               |
| 1999      | 구스타부 쿠에르텡                                                                             | 패트리 라프터                                                                                 | 6–4, 7–5, 7–6(6)                 |
| 1998      | 마르셀로 리오스                                                                               | 알베르트 코스타                                                                               | 부전승 (부상)                    |
| 1997      | 알렉스 코레자                                                                                 | 마르셀로 리오스                                                                               | 7–5, 7–5, 6–3                    |
| 1996      | 토마스 무스터                                                                                 | 리하르트 크라이첵                                                                             | 6–2, 6–4, 3–6, 6–3               |
| 1995      | 토마스 무스터                                                                                 | 세르지 브루게라                                                                               | 3–6, 7–6(5), 6–2, 6–3            |
| 1994      | 피트 샘프러스                                                                                 | 보리스 베커                                                                                   | 6–1, 6–2, 6–2                    |
| 1993      | 짐 쿠리어                                                                                     | 고란 이바니셰비치                                                                             | 6–1, 6–2, 6–2                    |
| 1992      | 짐 쿠리어                                                                                     | 카를로스 코스타                                                                               | 7–6, 6–0, 6–4                    |
| 1991      | 에밀리오 산체스                                                                               | 알베르토 만시니                                                                               | 6–3, 6–1, 3–0 (기권)             |
| 1990      | 토마스 무스터                                                                                 | 앤드리이 체스노코프                                                                           | 6–1, 6–3, 6–1                    |
| 1989      | 알베르토 만시니                                                                               | 앤드리 애거시                                                                                 | 6–3, 4–6, 2–6, 7–6, 6–1          |
| 1988      | 이반 렌들                                                                                     | 기예르모 페레스롤단                                                                           | 2–6, 6–4, 6–2, 4–6, 6–4          |
| 1987      | 매츠 빌랜더                                                                                   | Martín Jaite                                                                                  | 6–3, 6–4, 6–4                    |
| 1986      | 이반 렌들                                                                                     | 에밀리오 산체스                                                                               | 7–5, 4–6, 6–1, 6–1               |
| 1985      | 야니크 노아                                                                                   | Miloslav Mečíř                                                                                | 6–3, 3–6, 6–2, 7–6               |
| 1984      | 앤드리스 고메스                                                                               | Aaron Krickstein                                                                              | 2–6, 6–1, 6–2, 6–2               |
| 1983      | Jimmy Arias                                                                                   | José Higueras                                                                                 | 6–2, 6–7, 6–1, 6–4               |
| 1982      | 앤드리스 고메스                                                                               | 엘리엇 텔처                                                                                   | 6–2, 6–3, 6–2                    |
| 1981      | 호세루이스 클레르크                                                                           | Víctor Pecci                                                                                  | 6–3, 6–4, 6–0                    |
| 1980      | 기예르모 빌라스                                                                               | 야니크 노아                                                                                   | 6–0, 6–4, 6–4                    |
| 1979      | 비터스 제럴라이티스                                                                           | 기예르모 빌라스                                                                               | 6–7, 7–6, 6–7, 6–4, 6–2          |
| 1978      | 비외른 보리                                                                                   | 아드리아노 파나타                                                                             | 1–6, 6–3, 6–1, 4–6, 6–3          |
| 1977      | 비터스 제럴라이티스                                                                           | 안토니오 추가렐리                                                                             | 6–2, 7–6, 3–6, 7–6               |
| 1976      | 아드리아노 파나타                                                                             | 기예르모 빌라스                                                                               | 2–6, 7–6, 6–2, 7–6               |
| 1975      | 라울 라미레스                                                                                 | 마누엘 오란테스                                                                               | 7–6, 7–5, 7–5                    |
| 1974      | 비외른 보리                                                                                   | 일리에 나스타시                                                                               | 6–3, 6–4, 6–2                    |
| 1973      | 일리에 나스타시                                                                               | 마누엘 오란테스                                                                               | 6–1, 6–1, 6–1                    |
| 1972      | 마누엘 오란테스                                                                               | 얀 코데시                                                                                     | 4–6, 6–1, 7–5, 6–2               |
| 1971      | 로드 레이버                                                                                   | 얀 코데시                                                                                     | 7–5, 6–3, 6–3                    |
| 1970      | 일리에 나스타시                                                                               | 얀 코데시                                                                                     | 6–3, 1–6, 6–3, 8–6               |
| 1969      | 존 뉴컴                                                                                       | 토니 로체                                                                                     | 6–3, 4–6, 6–2, 5–7, 6–3          |
| 1968      | 톰 오케르                                                                                     | 밥 휴잇                                                                                       | 10–8, 6–8, 6–1, 1–6, 6–0         |
| 1967      | 마티 멀리건                                                                                   | 토니 로체                                                                                     | 6–3, 0–6, 6–4, 6–1               |
| 1966      | 토니 로체                                                                                     | 니콜라 피에트라녤리                                                                           | 11–9, 6–1, 6–3                   |
| 1965      | 마티 멀리건                                                                                   | 마누엘 산타나                                                                                 | 1–6, 6–4, 6–3, 6–1               |
| 1964      | 얀에리크 룬드크비스트                                                                         | 프레드 스톨                                                                                   | 1–6, 7–5, 6–3, 6–1               |
| 1963      | 마티 멀리건                                                                                   | 보로 요바노비치                                                                               | 6–2, 4–6, 6–3, 8–6               |
| 1962      | 로드 레이버                                                                                   | 로이 에머슨                                                                                   | 6–2, 1–6, 3–6, 6–3, 6–1          |
| 1961      | 니콜라 피에트라녤리                                                                           | 로드 레이버                                                                                   | 6–8, 6–1, 6–1, 6–2               |
| 1960      | 배리 매케이                                                                                   | 루이스 아얄라                                                                                 | 7–5, 7–5, 0–6, 0–6, 6–1          |
| 1959      | 루이스 아얄라                                                                                 | 닐 프레이저                                                                                   | 6–3, 3–6, 6–3, 6–3               |
| 1958      | 머빈 로즈                                                                                     | 니콜라 피에트라녤리                                                                           | 5–7, 8–6, 6–4, 1–6, 6–2          |
| 1957      | 니콜라 피에트라녤리                                                                           | 주세페 메를로                                                                                 | 8–6, 6–2, 6–4                    |
| 1956      | 루 호드                                                                                       | 스벤 다비드손                                                                                 | 7–5, 6–2, 6–0                    |
| 1955      | 파우스토 가르디니                                                                             | 주세페 메를로                                                                                 | 1–6, 6–1, 3–6, 6–6 (기권)        |
| 1954      | Budge Patty                                                                                   | 엔리케 모레아                                                                                 | 11–9, 6–4, 6–4                   |
| 1953      | 야로슬라프 드로브니                                                                           | 루 호드                                                                                       | 6–2, 6–1, 6–2                    |
| 1952      | 프랭크 세지먼                                                                                 | 야로슬라프 드로브니                                                                           | 7–5, 6–3, 1–6, 6–4               |
| 1951      | 야로슬라프 드로브니                                                                           | 잔니 쿠첼리                                                                                   | 6–1, 10–8, 6–0                   |
| 1950      | 야로슬라프 드로브니                                                                           | 윌리엄 탤버트                                                                                 | 6–4, 6–3, 7–9, 6–2               |
| 1936-1949 | 대회 미개최                                                                                   | 대회 미개최                                                                                   | 대회 미개최                      |
| 1935      | 윌머 하인스                                                                                   | [[파일:{{{국기그림-1861}}}\|22x20px\|border \|이탈리아\|링크=이탈리아]] 조반니 팔미에리       | 6–3, 10–8, 9–7                   |
| 1934      | [[파일:{{{국기그림-1861}}}\|22x20px\|border \|이탈리아\|링크=이탈리아]] 조반니 팔미에리       | [[파일:{{{국기그림-1861}}}\|22x20px\|border \|이탈리아\|링크=이탈리아]] 조르조 데스테파니     | 6–3, 6–0, 7–5                    |
| 1933      | [[파일:{{{국기그림-1861}}}\|22x20px\|border \|이탈리아\|링크=이탈리아]] 에마누엘레 사르토리오 | Martin Legeay                                                                                 | 6–3, 6–1, 6–3                    |
| 1932      | 앙드레 메를랭                                                                                 | 조지 휴스                                                                                     | 6–1, 5–7, 6–0, 8–6               |
| 1931      | 조지 휴스                                                                                     | 앙리 코셰                                                                                     | 6–4, 6–3, 6–2                    |
| 1930      | 빌 틸던                                                                                       | [[파일:{{{국기그림-1861}}}\|22x20px\|border \|이탈리아\|링크=이탈리아]] 움베르토 데무르푸르고 | 6–1, 6–1, 6–2                    |

### 여자 단식
| 연도      | 우승                                                                                  | 준우승                                                                                | 결승 스코어      |
| --------- | ------------------------------------------------------------------------------------- | ------------------------------------------------------------------------------------- | ---------------- |
| 2010      | 마리아 호세 마르티네스 산체스                                                         | 옐레나 얀코비치                                                                       | 7–6(5), 7–5      |
| 2009      | 디나라 사피나                                                                         | 스베틀라나 쿠즈네초바                                                                 | 6–3, 6–2         |
| 2008      | 옐레나 얀코비치                                                                       | 알리제 코르네                                                                         | 6–2, 6–2         |
| 2007      | 옐레나 얀코비치                                                                       | 스베틀라나 쿠즈네초바                                                                 | 7–5, 6–1         |
| 2006      | 마르티나 힝기스                                                                       | 디나라 사피나                                                                         | 6–2, 7–5         |
| 2005      | 아멜리 모레스모                                                                       | 파티 슈나이더                                                                         | 2–6, 6–3, 6–4    |
| 2004      | 아멜리 모레스모                                                                       | 제니퍼 카프리아티                                                                     | 3–6, 6–3, 7–6(6) |
| 2003      | 킴 클레이스터르스                                                                     | 아멜리 모레스모                                                                       | 3–6, 7–6(3), 6–0 |
| 2002      | 세리나 윌리엄스                                                                       | 쥐스틴 에냉                                                                           | 7–6(6), 6–4      |
| 2001      | 옐레나 도키치                                                                         | 아멜리 모레스모                                                                       | 7–6(3), 6–1      |
| 2000      | 모니카 셀레스                                                                         | 아멜리 모레스모                                                                       | 6–2, 7–6(4)      |
| 1999      | 비너스 윌리엄스                                                                       | 마리 피르스                                                                           | 6–4, 6–2         |
| 1998      | 마르티나 힝기스                                                                       | 비너스 윌리엄스                                                                       | 6–3, 2–6, 6–3    |
| 1997      | 마리 피르스                                                                           | 콘치타 마르티네스                                                                     | 6–4, 6–0         |
| 1996      | 콘치타 마르티네스                                                                     | 마르티나 힝기스                                                                       | 6–2, 6–3         |
| 1995      | 콘치타 마르티네스                                                                     | 아란차 산체스 비카리오                                                                | 6–3, 6–1         |
| 1994      | 콘치타 마르티네스                                                                     | 마르티나 나브라틸로바                                                                 | 7–6(5), 6–4      |
| 1993      | 콘치타 마르티네스                                                                     | 가브리엘라 사바티니                                                                   | 7–5, 6–1         |
| 1992      | 가브리엘라 사바티니                                                                   | 모니카 셀레스                                                                         | 7–5, 6–4         |
| 1991      | 가브리엘라 사바티니                                                                   | 모니카 셀레스                                                                         | 6–3, 6–2         |
| 1990      | 모니카 셀레스                                                                         | 마르티나 나브라틸로바                                                                 | 6–1, 6–1         |
| 1989      | 가브리엘라 사바티니                                                                   | 아란차 산체스 비카리오                                                                | 6–2, 5–7, 6–4    |
| 1988      | 가브리엘라 사바티니                                                                   | 헬렌 켈레시                                                                           | 6–1, 6–7(4), 6–1 |
| 1987      | 슈테피 그라프                                                                         | 가브리엘라 사바티니                                                                   | 7–5, 4–6, 6–0    |
| 1986      | 대회 미개최                                                                           | 대회 미개최                                                                           | 대회 미개최      |
| 1985      | 라파엘라 레지                                                                         | 비키 넬슨던바                                                                         | 6–4, 6–4         |
| 1984      | Manuela Maleeva                                                                       | 크리스 에버트                                                                         | 6–3, 6–3         |
| 1983      | 테메슈바리 언드레어                                                                   | Bonnie Gadusek                                                                        | 6–1, 6–0         |
| 1982      | 크리스 에버트                                                                         | 하나 만들리코바                                                                       | 6–0, 6–2         |
| 1981      | 크리스 에버트                                                                         | 비르지니아 루지치                                                                     | 6–1, 6–2         |
| 1980      | 크리스 에버트                                                                         | 비르지니아 루지치                                                                     | 5–7, 6–2, 6–2    |
| 1979      | 트레이시 오스틴                                                                       | 질비아 하니카                                                                         | 6–4, 1–6, 6–3    |
| 1978      | 레기나 마르시코바                                                                     | 비르지니아 루지치                                                                     | 7–5, 7–5         |
| 1977      | 재닛 뉴베리 라이트                                                                    | 레나타 토마노바                                                                       | 6–3, 7–6         |
| 1976      | 미먀 야우쇼베츠                                                                       | 레슬리 헌트                                                                           | 6–1, 6–3         |
| 1975      | 크리스 에버트                                                                         | 마르티나 나브라틸로바                                                                 | 6–1, 6–0         |
| 1974      | 크리스 에버트                                                                         | 마르티나 나브라틸로바                                                                 | 6–3, 6–3         |
| 1973      | 이본 굴라공                                                                           | 크리스 에버트                                                                         | 7–6, 6–0         |
| 1972      | Linda Tuero                                                                           | 올가 모로조바                                                                         | 6–4, 6–3         |
| 1971      | 버지니아 웨이드                                                                       | 헬가 니센 마스트호프                                                                  | 6–4, 6–4         |
| 1970      | 빌리 진 킹                                                                            | 줄리 헬드먼                                                                           | 6–1, 6–3         |
| 1969      | 줄리 헬드먼                                                                           | 케리 멜빌                                                                             | 7–5, 6–3         |
| 1968      | 레슬리 터너 바우리                                                                    | 마거릿 코트                                                                           | 2–6, 6–2, 6–3    |
| 1967      | 레슬리 터너 바우리                                                                    | 마리아 부에누                                                                         | 6–3, 6–3         |
| 1966      | 앤 헤이든 존스                                                                        | Annette Van Zyl                                                                       | 8–6, 6–1         |
| 1965      | 마리아 부에누                                                                         | 낸시 리치                                                                             | 6–1, 1–6, 6–3    |
| 1964      | 마거릿 코트                                                                           | 레슬리 터너 바우리                                                                    | 6–1, 6–1         |
| 1963      | 마거릿 코트                                                                           | 레슬리 터너 바우리                                                                    | 6–3, 6–4         |
| 1962      | 마거릿 코트                                                                           | 마리아 부에누                                                                         | 8–6, 5–7, 6–4    |
| 1961      | 마리아 부에누                                                                         | 레슬리 터너 바우리                                                                    | 6–4, 6–4         |
| 1960      | Zsuzsi Kormoczy                                                                       | 앤 헤이든 존스                                                                        | 6–4, 4–6, 6-1    |
| 1959      | 크리스틴 트루먼 제인스                                                                | 샌드라 레이놀즈 프라이스                                                              | 6–0, 6–1         |
| 1958      | 마리아 부에누                                                                         | 러레인 코글런 로빈슨                                                                  | 3–6, 6–3, 6–3    |
| 1957      | 셜리 블루머 브래셔                                                                    | 도러시 헤드 노드                                                                      | 1–6, 9–7, 6–2    |
| 1956      | Althea Gibson                                                                         | 쾨르뫼치 주저                                                                         | 6–3, 7–5         |
| 1955      | 퍼트리샤 워드 헤일스                                                                  | 에리카 볼머                                                                           | 6–4, 6–3         |
| 1954      | 모린 코널리 빙커                                                                      | 퍼트리샤 워드 헤일스                                                                  | 6–3, 6–0         |
| 1953      | 도리스 하트                                                                           | 모린 코널리 빙커                                                                      | 4–6, 9–7, 6–3    |
| 1952      | 수전 파트리지                                                                         | 팻 해리슨                                                                             | 6–3, 7–5         |
| 1951      | 도리스 하트                                                                           | 셜리 프라이 어빈                                                                      | 6–3, 8–6         |
| 1950      | Annelies Ullstein-Bossi                                                               | 조앤 커리                                                                             | 6–4, 6–4         |
| 1936-1949 | 대회 미개최                                                                           | 대회 미개최                                                                           | 대회 미개최      |
| 1935      | Hilde Krahwinkel Sperling                                                             | [[파일:{{{국기그림-1861}}}\|22x20px\|border \|이탈리아\|링크=이탈리아]] 루차 발레리오 | 6–4, 6–1         |
| 1934      | 헬렌 제이컵스                                                                         | [[파일:{{{국기그림-1861}}}\|22x20px\|border \|이탈리아\|링크=이탈리아]] 루차 발레리오 | 6–3, 6–0         |
| 1933      | 엘리자베스 라이언                                                                     | 이다 아다모프                                                                         | 6–1, 6–1         |
| 1932      | 이다 아다모프                                                                         | [[파일:{{{국기그림-1861}}}\|22x20px\|border \|이탈리아\|링크=이탈리아]] 루차 발레리오 | 6–4, 7–5         |
| 1931      | [[파일:{{{국기그림-1861}}}\|22x20px\|border \|이탈리아\|링크=이탈리아]] 루차 발레리오 | Dorothy Andrus Burke                                                                  | 2–6, 6–2, 6–2    |
| 1930      | 릴리 데 알바레스                                                                      | [[파일:{{{국기그림-1861}}}\|22x20px\|border \|이탈리아\|링크=이탈리아]] 루차 발레리오 | 3–6, 8–6, 6–0    |

### 남자 복식
(1968년부터)
| 연도 | 우승                              | 준우승                                    | 결승 스코어                   |
| ---- | --------------------------------- | ----------------------------------------- | ----------------------------- |
| 2010 | 밥 브라이언 마이크 브라이언       | 존 이스너 샘 퀘리                         | 6-2, 6-3                      |
| 2009 | 대니얼 네스터 네나드 지몬지치     | 밥 브라이언 마이크 브라이언               | 7–6(5), 6–3                   |
| 2008 | 밥 브라이언 마이크 브라이언       | 대니얼 네스터 네나드 지몬지치             | 3–6, 6–4, [10–8]              |
| 2007 | 파브리스 산토로 네나드 지몬지치   | 밥 브라이언 마이크 브라이언               | 6–4, 6–7(4), [10–7]           |
| 2006 | 마크 놀즈 대니얼 네스터           | 요나탄 에를리흐 안디 람                   | 4–6, 6–4, [10–6]              |
| 2005 | 미카엘 료드라 파브리스 산토로     | 밥 브라이언 마이크 브라이언               | 7–5, 6–4                      |
| 2004 | 마헤시 부파티 막스 미르니         | 웨인 아서스 폴 핸리                       | 1–6, 6–4, 7–6(1)              |
| 2003 | 웨인 아서스 폴 핸리               | 미카엘 료드라 파브리스 산토로             | 7–5, 7–6(5)                   |
| 2002 | 마르틴 담 치릴 수크               | 웨인 블랙 케빈 울리엣                     | 7–5, 7–5                      |
| 2001 | 웨인 퍼레이라 예브게니 카펠니코프 | 대니얼 네스터 샌던 스톨                   | 6–4, 7–6(6)                   |
| 2000 | 마르틴 담 Dominik Hrbatý          | 웨인 퍼레이라 예브게니 카펠니코프         | 6–4, 4–6, 6–3                 |
| 1999 | 엘리스 퍼레이라 릭 리치           | 데이비드 애덤스 John-Laffnie De Jager     | 6–7, 6–1, 6–2                 |
| 1998 | 마헤시 부파티 리앤더 페이스       | 엘리스 퍼레이라 릭 리치                   | 6–4, 4–6, 7–6                 |
| 1997 | 마크 놀즈 대니얼 네스터           | 바이런 블랙 앨릭스 오브라이언             | 6–3, 4–6, 7–5                 |
| 1996 | 바이런 블랙 그랜트 코넬           | Libor Pimek 바이런 탤벗                   | 6–2, 6–3                      |
| 1995 | 치릴 수크 Daniel Vacek            | 얀 아펠 요나스 비외르크만                 | 6–3, 6–4                      |
| 1994 | 예브게니 카펠니코프 다비드 리클   | 웨인 퍼레이라 하비에르 산체스             | 6–1, 7–5                      |
| 1993 | 야코 엘팅 파울 하르하위스         | 웨인 퍼레이라 마크 크래츠먼               | 6–4, 7–6                      |
| 1992 | Jakob Hlasek Marc Rosset          | 웨인 퍼레이라 마크 크래츠먼               | 6–4, 3–6, 6–1                 |
| 1991 | 오마르 캄포레세 고란 이바니셰비치 | 루크 젠슨 로리 워더                       | 6–2, 6–3                      |
| 1990 | 세르히오 카살 에밀리오 산체스     | 짐 쿠리어 마틴 데이비스                   | 7–6, 7–5                      |
| 1989 | 짐 쿠리어 피트 샘프러스           | 다닐루 마르셀리누 마우루 메네지스         | 6–4, 6–3                      |
| 1988 | 호르헤 로사노 Todd Witsken        | 안데르스 야뤼드 토마시 슈미트             | 6–3, 6–3                      |
| 1987 | 기 포르제 야니크 노아             | Miloslav Mečíř 토마시 슈미트              | 6–2, 6–7, 6–3                 |
| 1986 | 기 포르제 야니크 노아             | 마크 에드먼드슨 셔우드 스튜어트           | 7–6, 6–2                      |
| 1985 | 안데르스 야뤼드 매츠 빌랜더       | Ken Flach 로버트 세구소                   | 4–6, 6–3, 6–2                 |
| 1984 | Ken Flach 로버트 세구소           | 존 알렉산더 마이크 리치                   | 3–6, 6–3, 6–4                 |
| 1983 | 프란시스코 곤살레스 Víctor Pecci  | 얀 군나르손 마이크 리치                   | 6–4, 6–2                      |
| 1982 | 하인츠 귄타르트 터로치 벌라주     | 보이치에흐 피바크 존 피츠제럴드           | 6–4, 4–6, 6–3                 |
| 1981 | 한스 길데마이스터 앤드리스 고메스 | 브루스 맨슨 토마시 슈미트                 | 7–5, 6–2                      |
| 1980 | 마크 에드먼드슨 킴 워릭           | 터로치 벌라주 엘리엇 텔처                 | 7–6, 7–6                      |
| 1979 | 피터 플레밍 토마시 슈미트         | 호세 루이스 클레르크 일리에 나스타시      | 4–6, 6–1, 7–5                 |
| 1978 | Victor Pecci Belus Prajoux        | 얀 코데시 토마시 슈미트                   | 6–7, 7–6, 6–1                 |
| 1977 | 브라이언 곳프리드 라울 라미레스   | 프레드 맥네어 셔우드 스튜어트             | 6–7, 7–6, 7–5                 |
| 1976 | 브라이언 곳프리드 라울 라미레스   | 제프 마스터스 존 뉴컴                     | 7–6, 5–7, 6–3, 3–6, 6–3       |
| 1975 | 브라이언 곳프리드 라울 라미레스   | 지미 코너스 일리에 나스타시               | 6–4, 7–6, 2–6, 6–1            |
| 1974 | 브라이언 곳프리드 라울 라미레스   | 후안 히스베르트 일리에 나스타시           | 6–3, 6–2, 6–3                 |
| 1973 | 존 뉴컴 톰 오케르                 | 로스 케이스 제프 마스터스                 | 6–2, 6–3, 6–4                 |
| 1972 | 일리에 나스타시 이온 치리아크     | 루 호드 프루 맥밀런                       | 3–6, 3–6, 6–4, 6–3, 5–3, RET. |
| 1971 | 존 뉴컴 토니 로체                 | 앤드리스 히메노 로저 테일러               | 6–4, 6–4                      |
| 1970 | 일리에 나스타시 이온 치리아크     | 윌리엄 바우리 오언 데이비드슨             | 0–6, 10–8, 6–3, 6–8, 6–1      |
| 1969 |                                   | 톰 오케르 마티 리슨 vs. 존 뉴컴 토니 로체 | 4–6, 6–1, SUS (우승자 없음)   |
| 1968 | 톰 오케르 마티 리슨               | Nicholas Kalogeropoulos 앨런 스톤         | 6–3, 6–4, 6–2                 |

### 여자 복식
(1980년부터)
| 연도 | 우승                                        | 준우승                                                 | 결승 스코어      |
| ---- | ------------------------------------------- | ------------------------------------------------------ | ---------------- |
| 2010 | 히셀라 둘코 플라비아 펜네타                 | 누리아 야고스테라 비베스 마리아 호세 마르티네스 산체스 | 6-4, 6-2         |
| 2009 | 셰수웨이 펑솨이                             | 다니엘라 한투코바 스기야마 아이                        | 7–5, 7–6(5)      |
| 2008 | 잔융란 좡자룽                               | 이베타 베네쇼바 야네테 후사로바                        | 7–6(5), 6–3      |
| 2007 | 나탈리 드시 마라 산탄젤로                   | 타티아나 가르빈 로베르타 빈치                          | 6–4, 6–1         |
| 2006 | 다니엘라 한투코바 스기야마 아이             | 크베타 페슈케 프란체스카 스키아보네                    | 3–6, 6–3, 6–1    |
| 2005 | 카라 블랙 리즐 후버                         | 마리아 키릴렌코 아나벨 메디나 가리게스                 | 6–0, 4–6, 6–1    |
| 2004 | 나디아 페트로바 메이건 쇼너시               | 비르히니아 루아노 파스쿠알 파올라 수아레스             | 2–6, 6–3, 6–3    |
| 2003 | 스베틀라나 쿠즈네초바 마르티나 나브라틸로바 | 옐레나 얀코비치 나디아 페트로바                        | 6–4, 5–7, 6–2    |
| 2002 | 비르히니아 루아노 파스쿠알 파올라 수아레스  | 콘치타 마르티네스 Patricia Tarabini                    | 6–3, 6–4         |
| 2001 | 카라 블랙 옐레나 리홉체바                   | 파올라 수아레스 Patricia Tarabini                      | 6–1, 6–1         |
| 2000 | 리사 레이먼드 러네이 스터브스               | 아란차 산체스 비카리오 마귀 세르나                     | 6–3, 4–6, 6–2    |
| 1999 | 마르티나 힝기스 안나 쿠르니코바             | 알렉산드라 퓌새 나탈리 토지아                          | 6–2, 6–2         |
| 1998 | 비르히니아 루아노 파스쿠알 파올라 수아레스  | 아만다 쿠처르 아란차 산체스 비카리오                   | 7–6(1), 6–4      |
| 1997 | 니콜 애런트 마논 볼레흐라프                 | 콘치타 마르티네스 파트리시아 타라비니                  | 6–2, 6–4         |
| 1996 | 아란차 산체스 비카리오 이리나 스프를레아    | 히히 페르난데스 마르티나 힝기스                        | 6–4, 3–6, 6–3    |
| 1995 | 메리 조 퍼낸데즈 나타샤 즈베레바            | 콘치타 마르티네스 파트리시아 타라비니                  | 4–6, 7–6(3), 6–4 |
| 1994 | 메리 조 퍼낸데즈 나타샤 즈베레바            | 가브리엘라 사바티니 브렌다 슐츠 매카시                 | 6–1, 6–3         |
| 1993 | 야나 노보트나 아란차 산체스 비카리오        | 메리 조 퍼낸데즈 지나 개리슨 잭슨                      | 6–4, 6–2         |
| 1992 | 모니카 셀레스 헬레나 수코바                 | 카테리나 말레바 Barbara Rittner                        | 6–1, 6–2         |
| 1991 | 제니퍼 카프리아티 모니카 셀레스             | Nicole Bradtke Elna Reinach                            | 7–5, 6–2         |
| 1990 | 헬렌 켈레시 모니카 셀레스                   | 라우라 가로네 라우라 골라르사                          | 6–3, 6–4         |
| 1989 | 엘리자베스 스마일리 Janine Thompson         | 마논 볼레흐라프 메르세데스 파스                        | 6–4, 6–3         |
| 1988 | 야나 노보트나 Catherine Suire               | 제니 번 Janine Thompson                                | 6–3, 4–6, 7–5    |
| 1987 | 마르티나 나브라틸로바 가브리엘라 사바티니   | 클로디아 코데킬슈 헬레나 수코바                        | 6–4, 6–1         |
| 1986 | 대회 미개최                                 | 대회 미개최                                            | 대회 미개최      |
| 1985 | 산드라 체키니 라파엘라 레지                 | 파트리치아 무르고 바르바라 로마노                      | 6–1, 5–7, 7–5    |
| 1984 | Iva Budařová 헬레나 수코바                  | 캐슬린 호바스 비르지니아 루지치                        | 7–6(5), 1–6, 6–4 |
| 1983 | 비르지니아 루지치 버지니아 웨이드           | Ivanna Madruga 카테린 탕비에                           | 6–3, 2–6, 6–1    |
| 1982 | 캐슬린 호바스 Yvonne Vermaak                | 빌리 진 킹 Ilana Kloss                                 | 2–6, 6–4, 7–6    |
| 1981 | 캔디 레이놀즈 폴라 스미스                   | 크리스 에버트-Lloyd 비르지니아 루지치                  | 7–5, 6–1         |
| 1980 | 하나 만들리코바 레나타 토마노바             | Ivanna Madruga Adriana Villagran                       | 6–4, 6–4         |

## 기록
- 라파엘 나달: 남자 단식 최다 우승 (9회)
- 라파엘 나달: 남자 단식 최다 연속 우승 (3회, 2005–07년)
- 크리스 에버트: 여자 단식 최다 우승 (5회)
- 콘치타 마르티네스: 여자 단식 최다 연속 우승 (4회, 1993–96년)